# Asteronyx niger
Asteronyx niger is een slangster uit de familie Asteronychidae.
De wetenschappelijke naam van de soort werd in 1954 gepubliceerd door Alexander Michailovitsch Djakonov.